# جولی آدامز (هنرپیشه)
جولی آدامز (انگلیسی: Julie Adams؛ زادهٔ ۱۷ اکتبر ۱۹۲۶ – ۳ فوریهٔ ۲۰۱۹) یک هنرپیشه اهل ایالات متحده آمریکا بود. وی بین سال‌های ۱۹۴۹ تا ۲۰۰۶ میلادی فعالیت می‌کرد.

## بخشی از فیلمشناسی سینمایی و تلویزیونی
- پیروزی درخشان (۱۹۵۱)
- خم رودخانه (۱۹۵۲)
- مردی از آلامو (۱۹۵۳)
- قمارباز میسیسیپی (۱۹۵۳)
- موجودی از باتلاق سیاه (۱۹۵۴)
- دور از همه قایق‌ها (۱۹۵۶)
- ماوریک (۱۹۶۰)
- آلفرد هیچکاک تقدیم می‌کند (۱۹۶۱)
- اندی گریفیت شو (۱۹۶۲)
- خیابان‌های سانفرانسیسکو (۱۹۷۵)
- آتش گرفتن (۱۹۹۰)
- لاست (۲۰۰۶)
- کشتار (۲۰۱۱) (صدا تنها)